# プレミアスヌーカーリーグ
プレミアスヌーカーリーグは、イギリスで開催されていたスヌーカーのリーグ戦。ちなみに英文名称は、2004年までは「Premier Snooker League」だったが、2005年から「Premier League Snooker」と語順が変更されていた。2012年に廃止され、2013年からはチャンピオン・オブ・チャンピオンズとしてコヴェントリーのリコー・アリーナで開催されている。

## 概要
プロのスヌーカープレーヤーの中から、主催者が選んだ7人が総当りの予選リーグ戦を行う。予選リーグでは1試合につき勝ちは2点、引き分け1点、負けは0点の勝ち点が与えられ、勝ち点の多い上位4人（勝ち点が同点で並んだ場合は勝利フレーム数の多い順）が決勝トーナメントに進出。以後は通常のトーナメント方式で試合が行われ優勝者が決定する。2004-2005シーズンまでは予選リーグを1～4月、決勝トーナメントを5月に開催してきたが、2005-2006シーズンより開催時期が変更となり、現在は予選が9～11月、決勝が12月に実施されていた。
試合の模様はSky Digital（旧BスカイB）内の「Sky Sports」チャンネルで放送されていたほか、海外のテレビ局にも番組販売の形で提供された。

## ルール

### 2004年まで
年によってルールは微妙に変化しているが、2004年までは概ね下記のようなルールで行われていた。
- 予選リーグは8フレームマッチ（リーグ戦の順位決定に勝利フレーム数を使用するため、必ず8フレーム終了までプレーする）
- 決勝トーナメントは準決勝は11フレームマッチ（6フレーム先取で勝利）、決勝は17フレームマッチ（9フレーム先取で勝利）
- 基本的に録画放送のため、ショットの時間制限はなし
- 予選リーグでは1フレーム取るごとに500ポンドの賞金が受け取れる（2004年のみ）

### 2005年春季以降
2005年よりSky Sportsにおける中継が原則生放送となったことに伴い、ルールが大幅に変更になった。
- 予選リーグは6フレームマッチ（リーグ戦の順位決定に勝利フレーム数を使用するため、必ず6フレーム終了までプレーする）
- 決勝トーナメントは準決勝は9フレームマッチ（5フレーム先取で勝利）、決勝は11フレームマッチ（6フレーム先取で勝利）
- 25秒のショットクロックルールを採用。時間内にショットしない場合はファール扱いとなり、相手に5点が入る
- 予選リーグでは1試合につき最大5回（ただし1フレーム内では最大3回）のタイムアウト（ショットクロックが止まる）が取れる
- 予選リーグでは1フレーム取るごとに1000ポンドの賞金が受け取れる。Century Break（1度のブレイクで100点以上の点を取る）を達成するとさらに1000ポンドが追加
- 優勝賞金50000ポンド、準優勝25000ポンド、準決勝進出12500ポンド
- Maximum Break（147）を達成すると25000ポンド

## 出場者

### 2006年
- スティーブ・デイビス（1987～1990年優勝）
- ジミー・ホワイト（1993年優勝）
- グレアム・ドット
- ロニー・オサリバン（1997・2001・2002・2005年春季および冬季・2006年優勝）
- ケン・ダハティー（1996・1998年優勝）
- ディン・ジュンフイ
- スティーブン・ヘンドリー（1991・1992・1994・1995・2000・2004年優勝）

### 2007年
- ロニー・オサリバン（1997・2001・2002・2005年春季および冬季・2006年優勝）
- スティーブン・ヘンドリー（1991・1992・1994・1995・2000・2004年優勝）
- ジョン・ヒギンズ（1999年優勝）
- ディン・ジュンフイ
- スティーブ・デイビス（1987～1990年優勝）
- ジミー・ホワイト（1993年優勝）
- ニール・ロバートソン

### 過去の出場経験者
- ピーター・エブドン
- ジェームズ・ワタナ
- マルコ・フー（2003年優勝）
- マーク・ウィリアムス
- ショーン・マーフィー
- スティーヴン・マグワイア
- ポール・ハンター

### 過去の優勝者
- 2012年 スチュアート・ビンガム (England)
- 2011年 ロニー・オサリバン (England)
- 2010年 ロニー・オサリバン (England)
- 2009年 ショーン・マーフィー (England)
- 2008年 ロニー・オサリバン (England)
- 2007年 ロニー・オサリバン (England)
- 2006年 ロニー・オサリバン (England)
- 2005年 ロニー・オサリバン （春季および冬季）(England)
- 2004年  スティーブン・ヘンドリー (Scotland)
- 2003年  マルコ・フー (Hong Kong)
- 2002年  ロニー・オサリバン (England)
- 2001年  ロニー・オサリバン (England)
- 2000年  スティーブン・ヘンドリー (Scotland)
- 1999年  ジョン・ヒギンズ (Scotland)
- 1998年  ケン・ダハティー (Ireland)
- 1997年  ロニー・オサリバン (England)
- 1996年  ケン・ダハティー (Ireland)
- 1995年  スティーブン・ヘンドリー (Scotland)
- 1994年  スティーブン・ヘンドリー (Scotland)
- 1993年  ジミー・ホワイト (England)
- 1992年  スティーブン・ヘンドリー (Scotland)
- 1991年  スティーブン・ヘンドリー (Scotland)
- 1990年  スティーブ・デイビス (England)
- 1989年  スティーブ・デイビス (England)
- 1988年  スティーブ・デイビス (England)
- 1987年  スティーブ・デイビス (England)